# لويجي باسينيتي
لويجي باسينيتي (12 سبتمبر 1930 - 31 يناير 2023) هو خبير اقتصادي إيطالي في مدرسة ما بعد اقتصاد الكينزية. يُعتبر باسينيتي خليفة «كامبريدج كينز» وهو طالب بييرو سرافا وريتشارد كان. إلى جانب من سبق ذكرهم، وبالإضافة إلى جوان روبنسون، يُعتبر باسينيتي أحد الأعضاء البارزين في جامعة «كامبريدج، المملكة المتحدة» الذين شاركوا في مناظرة كامبريدج حول رأس المال. من مساهماته في الاقتصاد تطوير الأسس التحليلية للاقتصاد الريكاردي الجديد، بما في ذلك نظرية القيمة وتوزيع الدخل القومي، بإلإضافة إلى المساهمة في تطوير نظرية كالدوريا للنمو وتوزيع الدخل. طور كذلك نظرية التغيير الهيكلي والنمو الاقتصادي والديناميات الاقتصادية الهيكلية والتنمية القطاعية غير المتكافئة.

## سيرته الذاتية
ولد باسينيتي في 12 سبتمبر 1930 في زانيكا، بالقرب من بيرغامو، في شمال إيطاليا. بدأ دراساته الاقتصادية في جامعة كاتوليكا في ميلانو، حيث حصل على درجة «الغار» في عام 1954. في أطروحته، تناول باسينيتي النماذج الاقتصادية القياسية المطبقة على تحليل الدورة التجارية. كان طالبًا عبقريًا وحصل على العديد من المنح الدراسية للدراسات العليا التي مكنته من الوصول إلى جامعة كامبريدج في إنجلترا (1956 و 1958) وجامعة هارفارد في الولايات المتحدة (1957) وجامعة أكسفورد في إنجلترا (1959) لمواصلة دراساته العليا. في عام 1960، منحته كلية نوفيلد في أكسفورد زمالة بحثية تمتع بها حتى عام 1962، وهو العام الذي غادر فيه إلى جامعة كامبريدج، والتي دعاه إليها الاقتصادي المرموق اللورد ريتشارد كان.

في تلك الأعوام،
عندما وصل لويجي باسينيتي إلى كامبريدج طالبًا باحثًا، كانت تلك نقطة البداية التي غزا الاقتصاد الكينزي العالم منها. كانت الدراسات الاقتصادية في كامبريدج بأفضل حال في أيدي خلفاء كينز. طور جوان روبنسون ونيكولاس كالدور تدفقًا ثابتًا من الأفكار الأصلية والاستفزازية. كان ريتشارد كان وبييرو سرافا على نفس القدر من الأهمية بين أعضاء المدرسة الكينزية في كامبريدج ولكنهما لم ينالا نفس القدر من الشهرة. كانت جامعة كامبريدج هي المركز الأوروبي الوحيد الذي تمكن من الحفاظ على الاستقلال الفكري الحقيقي وممارسة نفوذ عالمي كبير ضد الهيمنة المتزايدة للاقتصاد الأمريكي. أصبح الطالب الإيطالي الشاب في الوقت المناسب أحد أهم اقتصاديي كامبريدج في جيله.
- آكسل لايونهافيد

بعد سنوات، ذكر باسينيتي، خلال حفل تذكاري أقيم في كنيسة كلية الملك بجامعة كامبريدج في 21 أكتوبر 1989، ما يلي:
هذه هي المرة الثالثة، على مدى سنوات قصيرة، التي يجتمع فيها المصلون في هذه الكنيسة لإحياء ذكرى حياة أحد المساهمين الرئيسيين في هذا الابتكار الفكري الذي أصبح معروفًا في عالم الاقتصاد والسياسة باسم «الثورة الكينزية»، إذا أضاف أحدهم أن حفل تأبين آخر، بعد فترة وجيزة من حفل تأبين جوان روبنسون، سيُقام في كامبريدج، وإن كان في كنيسة أخرى، لشريك مقرب آخر من كينز، بييرو سرافا، فلا يمكن للمرء أن يقاوم الانطباع بأن حفل اليوم يختتم مرحلة تاريخية كاملة من حقبة في تاريخ الفكر الاقتصادي الحديث. كانت هذه المجموعة من الاقتصاديين في كامبريدج رائدة أحد تلك الأحداث غير العادية والفريدة من نوعها في تاريخ الأفكار التي تقدمت بالمعرفة إلى الأمام ناسية الماضي خلفها.
- لويجي باسينيتي

كان ريتشارد غودوين جزءًا من هذه المجموعة الرائعة من الاقتصاديين في كامبريدج، وكان من أوائل الأشخاص الذين تأثر باسينيتي بهم. في وصف ما يدين لغودوين به من معرفة فكرية، كتب باسينيتي:
بالنسبة لي، كان موت غودوين تجربة مؤلمة اختلطت بها مشاعر الحزن والألم والندم. هو أول مدرس لي في كامبريدج. عندما وصلت، في أكتوبر 1956، طالب أبحاث أجنبي يكاد لا يفقه شيئًا في الاقتصاد (واللغة الإنجليزية)، وعلى عدم اطلاع بكل ما كان يحدث، لاحظت كتاب جوان روبنسون المنشور حديثًا، تراكم رأس المال، معروضًا في نوافذ متاجر الكتب. أوكل لي مهمة قراءة محاضرات كنَت ويكسل وتقديم تقرير عنها، إذ اعتقد (بحق) أنه سيُعثر على السوابق. خلص جزء من تلك المراسلات بيني وبين غودوين إلى تفسير قدمناه لاحقًا في أوراق بحثية منفصلة في ندوة فروست فالين ويكسل (1977).
-لويجي باسينيتي
في 1960-1961 أصبح باسينيتي زميلًا في كلية الملك بجامعة كامبريدج. بعد اثني عشر عامًا في عام 1973، عُيّن قارئًا في كامبريدج، وهو المنصب الذي بقي به حتى عودته إلى جامعة كاتوليكا ميلان في عام 1976. في مارس 1963، حصل على درجة الدكتوراه من جامعة كامبريدج بأطروحة دكتوراه في «نموذج متعدد القطاعات للنمو الاقتصادي». كانت هذه الأطروحة جوهر ما أصبح في عام 1981 أحد أكثر كتبه اكتمالًا، التغيير الهيكلي والنمو الاقتصادي. في عام 1964، عُين أستاذًا للاقتصاد القياسي في جامعة كاتوليكا وأستاذًا للتحليل الاقتصادي في عام 1981. تكررت تنقلاته بين كامبريدج وميلانو خلال هذه الفترة. في عامي 1971 و1975، عُيّن أستاذًا باحثًا زائرًا في جامعة كولومبيا وكذلك في عام 1979 في المعهد الهندي للإحصاء في كلكتا وكلية دلهي للاقتصاد.
عاد إلى ألما ماتر، جامعة كاتوليكا ميلانو، حيث عُيّن رئيسًا لكلية الاقتصاد من 1980 إلى 1983، ومديرًا لقسم الاقتصاد من 1983 إلى 1986، ثم مديرًا لبرنامج الدكتوراه في الاقتصاد المشترك (الذي يضم ثلاث جامعات في ميلانو: جامعة كاتوليكا وجامعة بوكوني وجامعة ميلان) من 1984 إلى 1986 ومرة أخرى من 1995 إلى 1998.
تندرج الإنجازات الأكاديمية والتكريمات التي حصل باسينيتي عليها ضمن قائمة طويلة. أبرزها: جائزة سانت فنسنت للاقتصاد (1979)، ورئيس الجمعية الإيطالية للاقتصاد (1986-89)، ورئيس الجمعية الأوروبية لتاريخ الفكر الاقتصادي (1995-1997)، وعضو في اللجنة التنفيذية للرابطة الاقتصادية الدولية، وعضو في أكاديميا ناسيونالي دي لينسي، ودكتوراه فخرية في جامعة فريبورغ (1986)، وجائزة إينفيرنيزي للاقتصاد (1997). كان باسينيتي كذلك رئيسًا فخريًا للرابطة الاقتصادية الدولية، والجمعية الأوروبية لتاريخ الفكر الاقتصادي، والرابطة الاقتصادية الدولية، والرابطة الأوروبية للاقتصاد السياسي التطوري، والرابطة الإيطالية لتاريخ الاقتصاد السياسي، والرابطة الإيطالية لتاريخ الفكر الاقتصادي.
قدم باسينيتي كذلك العديد من المساهمات القيمة للعديد من المجلات الاقتصادية الرئيسية فكان مستشار التحرير في مجلة كامبريدج جورنال أوف إيكونوميكس (منذ عام 1977)، ومجلة بوست كينزيان إيكونوميكس (منذ تأسيسها في عام 1978) وكيكلوس (1981)، وستركتشرل تشينج اند إيكونوميكس داينمكس (منذ عام 1989)، و بي سي إل كوارترلي ريفيو (2009).
حصل باسينيتي على لقب أستاذ فخري في جامعة كاتوليكا ميلانو.
توفي باسينيتي في ميلانو في 31 يناير 2023، عن عمر يناهز 92 عامًا.

## مساهماته النظرية

### صياغة رياضية للنظام الريكاردي
لعل مساهمة باسينيتي الرئيسية الأولى في الاقتصاد هي «الصياغة الرياضية للنظام الريكاردي»، التي نُشرت في عام 1960 في ورقة بحثية تُعتبر كلاسيكية في الوقت الحاضر. في مثل هذا العمل، قدم باسينيتي تحليلًا موجزًا للغاية (وفعالًا من الناحية التربوية) للجوانب الأساسية للاقتصاد الكلاسيكي.
تزامن ذلك مع نشر بييرو سرافا لأعمال ديفيد ريكاردو ومراسلاته، وهو أحد أكثر الأعمال التحريرية التي نُشرت في علم الاقتصاد شهرةً؛ وكان العلماء يتساءلون كيف يمكن لعمل سرافا الرائع أن يوضح تفسير الاقتصاد الكلاسيكي ويثريه. قدمت صياغة باسينيتي الرياضية إجابة حازمة وواضحة على هذا السؤال، ولا سيما فيما يتعلق بمسألتين كلاسيكيتين رئيسيتين: نظرية القيمة ونظرية توزيع الدخل.
في ظل ذلك، كانت ورقة بحثية شهيرة كتبها نيكولاس كالدور، في عام 1956، حافزًا قدم فيها كالدور مراجعة لتاريخ العديد من نظريات التوزيع، والتي تغطي الفترة التي عاصرها ريكاردو وكينز. على الرغم من أن نظرية ريكاردو (في ورقة كالدور البحثية) كانت بدون معادلات، مثلت نقطة البداية التي بدأ الاقتصاديون منها في رؤية نموذج ريكارديا ككل متماسك، وقابل للتطبيق الرسمي الرياضي.
ثمة تأثير آخر لسرافا والذي يتعلق بالأسعار النسبية للسلع المنتجة في النظام الاقتصادي الذي لا يعتمد إلا على كمية اليد العاملة المجسدة فيها -وهي نظرية قيمة العمل المعروفة.